# دانا للإنتاج والتوزيع الفني
شركة دانا للإنتاج والتوزيع الفني هي شركة إنتاج سنيمائي ومسلسلات، أسستها مي مسحال في مطلع التسعينات.

## عن الشركة
تأسست شركة دانا للإنتاج والتوزيع الفني على يد مي مسحال، ويستكمل نجلها راني مسحال مسيرة الشركة العريقة في عالم السينما بعد دراسته التصوير في MetFilm School London، اشتهرت الشركة بإنتاج أعمالًا فنية مثل أفلام رومانتيكا وليه يا بنفسج والذي انضم إلى قائمة أفضل 100 فيلم في تاريخ السينما المصرية،[بحاجة لمصدر] كما تعاونت مع محمود عبد العزيز، فاروق الفيشاوي، وإلهام شاهين،[بحاجة لمصدر] كما اشتهرت أيضًا باكتشاف النجوم[وفقًا لِمَن؟]، فهي أول من منحت مساحات أكبر لأمثال أحمد السقا، نيللي كريم، رامز جلال، كما اكتشفت مصطفى شعبان ومنحته أدوار البطولة.[بحاجة لمصدر]

## تاريخ الشركة في الإنتاج
انطلقت الشركة بأول أفلامها مع المخرج رضوان الكاشف «ليه يا بنفسج» ليصنّفه النقاد ضمن أفضل 100 فيلم مصري في الفترة ما بين (1896 - 1996) وذلك احتفالًا بمرور 100 عام على السينما المصرية،[بحاجة لمصدر] وقد حصل الفيلم على جائزة أفضل فيلم في مهرجان السينما العربية بباريس،[بحاجة لمصدر] بجانب جائزة أفضل فيلم بمهرجان المركز الكاثوليكي للسينما،[بحاجة لمصدر] وتصدّر بطولته النجوم فاروق الفيشاوي، لوسي ونجاح الموجي، ومازال الفيلم يُدرّس في المعاهد السينمائية.[بحاجة لمصدر]
بعد 3 أعوام من أول أفلامها عادت مع الفيلم الوحيد الذي ألّفه وأخرجه زكي فطين عبد الوهاب «رومانتيكا» لتتطرق إلى أكثر من موضوع شائك مثل الإدمان والهجرة إلى الخارج والنصب على السيّاح والتحرّش، وقد شارك الفيلم في مهرجان الإسكندرية لأفلام البحر المتوسط وحصد أكثر من جائزة من بينها جائزة الإنتاج الكبرى، ويتصدّر بطولة الفيلم ممدوح عبد العليم، لوسي، أشرف عبد الباقي، شريف منير، علاء ولي الدين.[بحاجة لمصدر]
وفي نفس العام تعاونت مع محمود عبد العزيز، وإلهام شاهين في فيلم هارمونيكا، لتقديم شخصية شاهين عازف الهارمونيكا الذي يساعد نرجس في البحث عن زوجها رغم كل ما يواجهه من صعوبات ومشاكل، ويعتبر الفيلم هو أول الأعمال السينمائية للمخرج فخر الدين نجيدة.[بحاجة لمصدر]
وفي عام 2000، طرحت الشركة أول أفلامها الكوميدية «فرقة بنات وبس»، وهو بطولة مشتركة بين ماجد المصري وهاني رمزي، وبعده انطلق الأخير في سلسلة بطولات مطلقة استمرت لـ 20 فيلمًا، ويعتبر الفيلم هو أول ظهور قوي لماجد الكدواني، وأيضًا الوحيد الذي تقمّص فيه ماجد المصري شخصية نسائية، الفيلم حقق نجاحًا كبيرًا في شباك التذاكر وقت عرضه، واعتبرته أميرة فتحي من أهم أفلامها في مشوارها الفني.[بحاجة لمصدر]
النجاح الذي حققه تعاونهما الأول، دفع الشركة للعمل مرة أخرى مع هاني رمزي في واحد من أشهر وأقوى أعماله على الإطلاق فيلم «غبي منه فيه»، وقد حقق الفيلم إيرادات تجاوزت الـ 5.5 مليون جنيه، والذي يعتبر رقمًا ضخمًا وقتها.[بحاجة لمصدر]
ومن خلال الشركة، انطلقت المسيرة السينمائية للمطرب عامر منيب من خلال بطولته لفيلم «سحر العيون» عام 2002، والذي يعتبر أيضًا أولى بطولات نيللي كريم وأول ظهور سينمائي لها وأيضًا لريهام عبد الغفور.[بحاجة لمصدر]
وبممثلين من اكتشافات الشركة، انطلق فيلم «فتح عينيك» بطولة مصطفى شعبان ونيللي كريم، وبعده بعامين خاضت الشركة تجربة البطولة الجماعية بفيلم «آخر الدنيا»، بطولة يوسف الشريف، نيللي كريم، علا غانم، هيدي كريم، وهو أول عمل إخراجي يقوم به المخرج أمير رمسيس.[بحاجة لمصدر]
قدمت الشركة رامز جلال في أولى بطولاته المطلقة من خلال فيلم «أحلام الفتى الطايش» 2007، وشاركته بطولة الفيلم نيللي كريم، والقدير حسن حسني، ثم خاضت مي مسحال تجربة التأليف والإنتاج معًا من خلال فيلم «بنات وموتسيكلات» 2008، والذي يعتبر بطولة جماعية لمجموعة من الشباب مثل صالح عبد النبي، زين الدين، ريم هلال، تاتيانا، ويعتبر الفيلم ضمن الخطوات الأولى لمحمد فراج، وأيضًا الظهور الأول لشيكو.[بحاجة لمصدر]
ويعتبر فيلم «بترا: بوابة الزمن» 2017 هو أحدث أعمال الشركة السينمائية، والذي غاصت من خلاله في صحراء الأردن، في رحلة لمجموعة من الشباب لإثبات نظرية علمية، ويعتبر الفيلم هو عودة للمخرج عثمان أبو لبن بعد ابتعاده عن السينما لـ 6 سنوات.[بحاجة لمصدر]

## تغيير في الإدارة
توّلي راني مسحال إدارة الشركة بعد وفاه مي مسحال ويستكمل راني عمل الشركة من خلال متابعة إنتاج أفلام 30 مارس وتماسيح النيل.

## أفلام من إنتاج الشركة
| 1993 | ليه يا بنفسج       |
| ---- | ------------------ |
| 1996 | رومانتيكا          |
| 1998 | هارمونيكا          |
| 2000 | فرقة بنات وبس      |
| 2002 | سحر العيون         |
| 2004 | غبي منه فيه        |
| 2005 | فتح عينيك          |
| 2006 | آخر الدنيا         |
| 2007 | أحلام الفتى الطايش |
| 2008 | بنات وموتوسيكلات   |
| 2017 | بترا: بوابة الزمن  |
| 2021 | 30 مارس            |
| 2021 | تماسيح النيل       |